# هنری پسکارولو
هنری ژاکس ویلیام پسکارولو (به انگلیسی: Henri Jacques William Pescarolo) (زادهٔ ۲۵ سپتامبر ۱۹۴۲) رانندهٔ سابق خودروهای مسابقه‌ای اهل فرانسه است.
از تیم‌هایی که او با آن‌ها در مسابقات فرمول یک شرکت کرده‌است می‌توان به تیم‌های مارچ و ویلیامز اشاره کرد.